# Авентин (холм)
Авенти́н (лат. Aventinus) — один из семи холмов, на которых расположен Рим, находился на левом берегу реки Тибр к юго-западу от Палатина.
В период ранней республики Авентин был слабо заселён, был за пределами померия, священной границы, отделявшей территорию города от внешнего мира.
На Авентин и Священную гору удалялись плебеи, согласно преданию, в период их борьбы с патрициями. С 50-х гг. V в. до н. э. земли Авентина были разделены между плебеями.

## Достопримечательности
Античные сооружения
- Циркус Максимус
- Пирамида Цестия
- Храм Минервы
- Храм Юноны Регины

Храмы
- Сан-Джорджио-ин-Велабро
- Сан-Джованни-Деколлато
- Сан-Саба
- Санта-Мария делла Консолационе
- Санта-Мария-ин-Космедин
- Санта-Сабина
- Сант-Алессио
- Сан-Теодоро
- Санта-Приска
- Сант-Ансельмо-аль-Авентино

Дворцы и виллы
- Магистральная вилла